# Xã Lathrop, Quận Susquehanna, Pennsylvania
Xã Lathrop (tiếng Anh: Lathrop Township) là một xã thuộc quận Susquehanna, tiểu bang Pennsylvania, Hoa Kỳ. Năm 2010, dân số của xã này là 841 người.